# Z'micer Ljancėvič
Z'micer Ljancėvič (in bielorusso Зьміцер Лянцэвіч?, in russo Дмитрий Вальдомарович Ленцевич?, Dmitrij Val'domarovič Lencevič; Minsk, 20 giugno 1983) è un ex calciatore e allenatore di calcio bielorusso, tecnico della Dinamo-2 Minsk.

## Biografia
È il fratello minore di Aleksandr, anch'egli calciatore del Dnjapro Mahilëŭ.

## Palmarès

### Club

#### Competizioni nazionali
- Campionato bielorusso: 1

Dinamo Minsk: 2004
- Coppa di Bielorussia: 1

Dinamo Minsk: 2003